# Монтекиаруголо
Монтекиару̀голо (на италиански: Montechiarugolo, на местен диалект Monc'rùgol, Монч'ругол) е малко градче и община в северна Италия, провинция Парма, регион Емилия-Романя. Разположено е на 48 m надморска височина. Населението на общината е 10 62 души (към 2010 г.).
Градчето Монтичели Терме (Monticelli Terme) е най-големият център на общината.